# Johanna van der Merwe
Johanna Cornelia van der Merwe (1825. március 7. – 1888. január 15.) egy dél-afrikai búr nő volt. Ismeretséget akkor szerzett amikor a weeneni mészárlás során a zulu harcosok súlyosan megsebesítették őt, ám végül sikeresen túlélte a mészárlást, s a katasztrófa egyetlen túlélőjévé vált.

## Élete
Johanna Cornelia van der Merwe 1825-ben született, feltehetően a brit Cape kolónia területén. Ifjúkoráról és élete korai szakaszáról csupán nagyon kevés információnk van. Annyi azonban bizonyos, hogy a búr táborból a telepesekkel együtt indult el a „Nagy Vándorlásra”, s rövid ideig a Weenen közelében felállított ideiglenes táborban élt. A zuluk Dingane király parancsára 1838 februárjában a közelben táborozó búrok felkutatására indultak, és a mai Weenen városának közelében meg is találták a javarészt nőkből és gyermekekből álló csapatot. A zulu impis azonnal megrohanta a ledöbbent telepeseket és kíméletlenül lekaszálta őket. Johanna is több mint 20 (!) lándzsaszúrást kapott testébe, ám hatalmas szerencséjére sebesülései nem voltak végzetesek, így megmenekült. Nem így a mészárlásban életét vesztett 75 nő és 123 gyermek.
Sebesüléseiből fokozatosan felépült, ám a tragédia egész életében nyomot hagyott lelkében. A számos gyermek, nő és férfi legyilkolásának látványát sosem felejtette el. A Transvaal Köztársaságba költözött, ahol Hendrik Fredercik Delport felesége lett, s a férfitól az évek során hét fiúgyermeke született. Johanna Cornelia van der Merwe 1888. január 15-én 62 éves korában hunyt el.
A „Nagy Vándorlás” századik évfordulójakor (1938-ban) a Dél-afrikai Unió egyik tengeralattjáróját őróla nevezték el.

## Lásd még
- Weeneni mészárlás
- Búrok

## Fordítás
- Ez a szócikk részben vagy egészben  a   Johanna Cornelia van der Merwe című angol Wikipédia-szócikk fordításán alapul.  Az eredeti cikk szerkesztőit annak laptörténete sorolja fel. Ez a jelzés csupán a megfogalmazás eredetét és a szerzői jogokat jelzi, nem szolgál a cikkben szereplő információk forrásmegjelöléseként.